# Marmalade (phần mềm)
Marmalade SDK là bộ phát triển phần mềm đa nền tảng và công cụ trò chơi của Marmalade Technologies Limited (trước đây gọi là Ideaworks3D Limited) chứa tập tin thư viện, mẫu, tài liệu và công cụ cần thiết để phát triển, thử nghiệm và triển khai ứng dụng cho thiết bị di động.

## Tổng quan
Khái niệm cơ bản của Marmalade SDK là viết một lần, chạy ở mọi nơi để có thể biên dịch và thực thi một cơ sở mã duy nhất trên tất cả các nền tảng được hỗ trợ thay vì cần phải viết bằng các ngôn ngữ lập trình khác nhau bằng API khác nhau cho từng nền tảng. Điều này đạt được bằng cách cung cấp API dựa trên C/C++ hoạt động như một lớp trừu tượng cho API cốt lõi của từng nền tảng.
Tùy thuộc vào giấy phép đã mua, SDK Marmalade hỗ trợ triển khai ứng dụng cho các nền tảng sau: Android, BlackBerry 10, iOS, LG Smart TV, Tizen, Mac OS X, Windows Desktop, Roku 2, Roku 3, và Windows Phone 8, nhưng không hỗ trợ nền tảng Linux.
SDK chính của Marmalade bao gồm hai lớp chính. API C cấp thấp được gọi là Hệ thống Marmalade cung cấp một lớp trừu tượng cho phép lập trình viên truy cập vào chức năng của thiết bị như quản lý bộ nhớ, truy cập tệp, bộ hẹn giờ, kết nối mạng, phương thức nhập (ví dụ: gia tốc kế, bàn phím, màn hình cảm ứng) cũng như âm thanh và video đầu ra. Marmalade SDK là API C++ cung cấp chức năng cấp cao hơn, chủ yếu tập trung vào hỗ trợ 2D (ví dụ: xử lý bitmap, phông chữ) và kết xuất đồ họa 3D (ví dụ: kết xuất lưới 3D, hoạt hình bộ xương). Nó bao gồm một hệ thống quản lý tài nguyên có thể mở rộng và mạng HTTP. Marmalade SDK hỗ trợ Mục tiêu C.
SDK Marmalade cho phép truy cập vào khả năng hiển thị đồ họa của thiết bị di động bằng cách sử dụng API OpenGL ES trực tiếp (cả OpenGL ES 1.x và 2.x đều được hỗ trợ) hoặc bằng cách sử dụng chức năng do lớp SDK Marmalade cung cấp. Marmalade SDK cung cấp hỗ trợ để tải và hiển thị các tài nguyên đồ họa như hình ảnh bitmap và dữ liệu mô hình 3D mà người dùng cần triển khai nếu sử dụng trực tiếp OpenGL ES. Marmalade SDK cung cấp các plug-in xuất khẩu để sử dụng với Autodesk 3DS Max và Autodesk Maya để cho phép sử dụng các mô hình 3D và hoạt ảnh trong các ứng dụng. Để hỗ trợ các thiết bị cũ hơn không có phần cứng kết xuất chuyên dụng, tùy chọn kết xuất dựa trên phần mềm cũ được cung cấp. Vào ngày 9 tháng 10 năm 2015, Marmalade đã giới thiệu các công cụ soạn thảo 2D và 3D của riêng mình.
Marmalade Technologies Limited, trước đây là Ideaworks Ltd, nhà sản xuất SDK Marmalade 2D/3D đã thông báo vào tháng 9 năm 2016 về việc ngừng sản xuất và hỗ trợ Nền tảng trò chơi Marmalade, thay vào đó chọn tập trung vào đầu ra của studio trò chơi riêng có tên là Marmalade Game Studio Ltd. Công ty đã thông báo rằng sau lần lặp lại cuối cùng vào tháng 3 năm 2017, máy chủ cấp phép sẽ bị tắt và hỗ trợ sẽ ngừng. Vào tháng 1 năm 2017, GMO Cloud có trụ sở tại Nhật Bản có được độc quyền sử dụng SDK Marmalade hỗ trợ cả ứng dụng gốc và ứng dụng dựa trên trình duyệt lai, đẩy nhanh quá trình phát triển các tính năng mới cũng như hỗ trợ phát triển ứng dụng và trò chơi.
Vào tháng 5 năm 2018, GMO Cloud đã thông báo ngừng sản xuất Marmalade.